# Lawrence Brooks
Lawrence Brooks (Norwood, 12 settembre 1909 – New Orleans, 5 gennaio 2022) è stato un militare statunitense, il più longevo veterano americano sopravvissuto alla seconda guerra mondiale.
Fu Decano degli Stati Uniti d'America, nonché il quarto uomo più longevo del mondo.

## Biografia

### Primi anni di vita
Brooks nacque in una famiglia afroamericana ed ebbe 14 fratelli.

### Servizio militare
Fu arruolato nell'esercito a 31 anni, servì nel 91º Battaglione Ingegneri dell'esercito degli Stati Uniti in Nuova Guinea e nelle Filippine durante la seconda guerra mondiale, combattendo nella guerra del Pacifico dal 1941 al 1945. Raggiunse il grado di soldato scelto.
L'unità di Brooks, un corpo di ingegneria, aveva principalmente il compito di costruire infrastrutture. Tuttavia, in virtù delle Leggi Jim Crow, l'esercito era segregato durante il servizio di Brooks, pertanto era responsabile dell'assistenza agli ufficiali bianchi nei compiti quotidiani.
Durante un incarico in Australia, Brooks notò di essere trattato meglio dai bianchi locali che negli Stati Uniti nei decenni prima del movimento per i diritti civili degli afroamericani.

### Nel dopoguerra
Dopo il servizio militare, Brooks lavorò come operatore di carrelli elevatori a New Orleans fino al suo pensionamento ed ebbe cinque figli. Nel 2005, sua moglie Leona perì a causa dell'uragano Katrina. A metà degli anni 2010, il National WWII Museum iniziò ad organizzare una festa di compleanno annuale per Brooks. Nel 2020, questa celebrazione incluse un sorvolo di un aereo della seconda guerra mondiale sulla casa di Brooks, con le "Victory Belles" del museo, un trio di cantanti che eseguirono canzoni principalmente degli anni '40. 
È morto il 5 gennaio 2022, all'età di 112 anni, a New Orleans..